# Scheibe Bergfalke-IV
De Bergfalke-IV is een zweefvliegtuig gebouwd door de Duitse firma Scheibe-Flugzeugbau. Het model is de vierde en laatste in de Bergfalke-serie. Deze tweepersoons zweefkist vloog voor het eerst in 1969, het jaar waarin werd aangevangen met de productie.

## Geschiedenis
De eerst geproduceerde Bergfalke IV's hadden nog de romp van de Scheibe Bergfalke III. Later kreeg de IV een geheel nieuwe romp met een plexiglas kap uit één stuk zoals de ASK 13. Ook onderging de neus een metamorfose, hij werd met behulp van glasvezel een stuk slanker en gestroomlijnder dan zijn voorganger. Ook kreeg de IV in plaats van een schaats een groot ongeveerd hoofdwiel met een trommelrem.
De vleugel is geheel nieuw ontwikkeld voor de IV en lijkt een beetje op de slanke vleugel van de Scheibe SF-27, deze nieuwe vleugel kreeg een laminair Wortmann profiel (FXS02-196). Verder heeft de kist Schempp-Hirth remkleppen die zowel aan de boven als aan de onderkant uit de vleugel komen. Deze kleppen zijn zeer effectief. De roer-coördinatie is in tegenstelling tot de voorgangers goed.